# Infinity Ward
Infinity Ward — американская компания, специализирующаяся на разработке компьютерных игр. Основана в 2002 году. Важнейшим брендом компании является серия игр Call of Duty. Штаб-квартира компании расположена в Лос-Анджелесе, штат Калифорния.

## История
Компания Infinity Ward была основана в 2002 году двадцатью двумя бывшими сотрудниками компании 2015, Inc., которые участвовали в разработке шутера Medal of Honor: Allied Assault. В 2003 году компания была приобретена крупным американским издателем игр Activision. Самыми известными совместными проектами компаний являются шутеры Call of Duty, проданные миллионными тиражами.
В 2005 году компания выпустила свою первую игру для консоли седьмого поколения Xbox 360 — Call of Duty 2. Игра стала очень популярной во время запуска этой консоли, продавшись тиражом более чем 250 тысяч экземпляров за первую неделю.
После выхода чрезвычайно успешной Call of Duty 4: Modern Warfare в 2007 году руководители студии Джейсон Уэст (президент, творческий директор и технический директор) и Винс Зампелла (исполнительный директор) инициировали переговоры с материнской компанией Activision по поводу разработки Call of Duty: Modern Warfare 2 в обмен на значительные премии и обеспечения творческого контроля над серией Call of Duty. Представители Activision согласились на это, но в итоговый договор добавили пункт, что при увольнении Уэста и Зампеллы права на Call of Duty будут возвращены Activision. С этого момента Activision искала повод уволить Уэста и Зампеллу. В ответ Уэст и Зампелла начали искать способы вывести Infinity Ward из-под контроля Activision. В итоге это привело к тому, что Activision начала аудиторскую проверку студии в феврале 2010 года, а 1 марта Уэст и Зампелла были уволены из студии за «неподчинение». Премиальные, полагавшиеся по соглашению 2007 года за разработку Modern Warfare 2, выплачены не были. Уволенные Уэст и Зампелла в апреле 2010 года основали студию Respawn Entertainment, куда перешла значительная часть сотрудников Infinity Ward. Являясь независимой студией, Respawn всё же начала тесное сотрудничество с Electronic Arts, ведя разработку неанонсированного проекта.
На позиции Уэста и Зампеллы были временно назначены выходцы Activision Стив Пирс и Стив Экрич. К ноябрю 2010 года Activision заменило весь управляющий состав студии своими людьми. Задержки в производстве проектов привели к тому, что франшиза Call of Duty была разделена между тремя студиями, включая недавно образованную Sledgehammer Games в главе с бывшим президентом Visceral Games Гленом Скофилдом.
За громким скандалом с увольнением ключевых сотрудников Infinity Ward последовало несколько судебных исков, как от Уэста и Зампеллы к Activision (предметом иска являлось взыскание компенсации в размере 36 млн долларов за невыплаченные премиальные, которая к 2012 году выросла до суммы в 1 миллиард долларов), так и от Activision к Уэсту и Зампелле (позже к иску в качестве ответчика была также привлечена Electronic Arts) с требованием выплатить 400 млн долларов в качестве компенсации за нанесенный урон студии Infinity Ward. Также на Activision подала в суд группа бывших сотрудников Infinity Ward, которые также не получили премиальных за работу над Modern Warfare 2 общей суммой в размере 75-125 млн долларов плюс штраф в размере 75-500 млн долларов В конце концов, в мае 2012 года иски и контриски между Уэстом, Зампелой и EA с одной стороны, и Activision с другой, были улажены в досудебном порядке. Детали урегулирования не разглашались. Иск от бывших сотрудников студии также был улажен в рамках досудебного соглашения, по которому Activision выплатила им 42 млн долларов.
После увольнения Зампеллы и Уэста студия продолжила работу над играми серии Call of Duty. 3 мая 2014 года произошло объединение Infinity Ward и студии Neversoft, работавшей над режимом Extinction для Call of Duty: Ghosts, в единую команду под именем Infinity Ward, которую возглавил вице-президент Activision Дейв Стол (англ. Dave Stohl). Окончательное слияние студий завершено 11 июля 2014 года.

## Игровые движки
В первой игре студии, Call of Duty, использовался игровой движок id Tech 3 (Quake 3 Engine) компании id Software. Впоследствии движок был очень серьёзно переработан для игры Call of Duty 2; в него была добавлена поддержка функционала DirectX 9 и улучшены важнейшие визуальные аспекты. Например, добавлена работа с динамичным освещением и динамическими тенями, встроены различные пост-эффекты обработки изображения (такие как motion blur), рельефные текстуры и прочее. Также была проведена оптимизация, позволившая создавать открытые локации большого размера.
Игра Call of Duty 4 была построена на улучшенной версии движка Call of Duty 2. В движок, помимо прочих улучшений, была добавлена глубина резко изображаемого пространства и High Dynamic Range Rendering. Игры компании-партнёра Treyarch — Call of Duty: World at War и Quantum of Solace — были также созданы на основе модифицированной версии движка Call of Duty 4.
В Call of Duty: Modern Warfare 2 используется модифицированный движок игры Call of Duty 4, получивший название IW 4.0. Движок стал поддерживать DirectX 10 и технологию потоковых текстур, что позволяет создавать более открытые и крупные уровни. Была проведена серьёзная работа со светом. Кроме того, ещё большую роль играет оружейная баллистика: учитываются типы поверхности, формы объектов, разновидности гранат и т. д.

## Игры Infinity Ward
| Название                        | Игровой движок                             | Дата релиза     | Платформы                                                        |
| ------------------------------- | ------------------------------------------ | --------------- | ---------------------------------------------------------------- |
| Call of Duty                    | IW 1.0 Engine (модифицированный id Tech 3) | 29 октября 2003 | Windows, macOS, PlayStation 3, Xbox 360                          |
| Call of Duty 2                  | IW 2.0 Engine                              | 25 октября 2005 | Windows, Xbox 360, macOS                                         |
| Call of Duty 4: Modern Warfare  | IW 3.0 Engine                              | 6 ноября 2007   | Windows, Xbox 360, PlayStation 3, macOS                          |
| Call of Duty: Modern Warfare 2  | IW 4.0 Engine                              | 10 ноября 2009  | Windows, Xbox 360, PlayStation 3, macOS                          |
| Call of Duty: Modern Warfare 3  | IW 5.0 Engine (MW3 Engine)                 | 8 ноября 2011   | Windows, Xbox 360, PlayStation 3                                 |
| Call of Duty: Ghosts            | IW 6.0 Engine                              | 5 ноября 2013   | Windows, Xbox 360, Xbox One, PlayStation 3, PlayStation 4, Wii U |
| Call of Duty: Infinite Warfare  | IW 7.0 Engine                              | 4 ноября 2016   | Windows, PlayStation 4, Xbox One                                 |
| Call of Duty: Modern Warfare    | IW 8.0 Engine                              | 25 октября 2019 | Windows, PlayStation 4, Xbox One                                 |
| Call of Duty: Warzone           | IW 8.0 Engine                              | 20 марта 2020   | Windows, PlayStation 4, Xbox One                                 |
| Call of Duty: Modern Warfare II | IW 9.0 Engine                              | 28 октября 2022 | Windows, PlayStation 4, PlayStation 5, Xbox One, Xbox Series X/S |
| Call of Duty: Warzone 2.0       | IW 9.0 Engine                              | 16 ноября 2022  | Windows, PlayStation 4, PlayStation 5, Xbox One, Xbox Series X/S |